# FCAB-Kohlenwagen (1908)
Die offenen Güterwagen mit Drehgestellen wurden bei der in Chile und Bolivien tätigen Ferrocarril de Antofagasta a Bolivia (FCAB) ab 1908 für den Transport von Kohle eingesetzt.

## Geschichte
1908 bestellte die Gesellschaft bei der britischen Wagenbauanstalt G. R. Turner 200 Exemplare dieser Bauart.
Die FCAB beschloss 1913 ihre Strecken auf die Meterspur umzustellen. Dazu wurde in den Folgejahren auch das Rollmaterial in den bahneigenen Werkstätten in Mejillones umgebaut. Neben 61 Lokomotiven und 103 Personenwagen wurden insgesamt 2140 Güterwagen umgespurt. In der Übergangszeit wurden in den Bahnhöfen, in denen die unterschiedlichen Spurweiten aufeinandertrafen, die Drehgestelle durchgehend verkehrender Güterwagen umgespurt. Einige Zweigstrecken und Anschlussbahnen wurden aber nie umgebaut und bis in die 1960er Jahre in 762 mm Spur weiter betrieben, bevor sie aufgegeben wurden.
Wie viele von den offenen Güterwagen genau umgebaut wurden und wie viele weiter auf den Schmalstrecken im Einsatz waren, ist nicht bekannt.
Ab 1913 übernahm die FCAB zusätzlich 40 offene Güterwagen ähnlicher Bauart von der Ferrocarril de Bolivia. Diese wurden 1910 für die Meterspur konstruiert und waren daher größer und konnten mehr Ladung aufnehmen.